# Кумайлыкас
Кумайлыкас (каз. Құмайлықас) — село в Сауранском районе Туркестанской области Казахстана. Входит в состав Бабайкурганского сельского округа. Код КАТО — 512633300.

## Население
В 1999 году население села составляло 717 человек (355 мужчин и 362 женщины). По данным переписи 2009 года в селе проживало 939 человек (467 мужчин и 472 женщины).